# تفنگ بادی

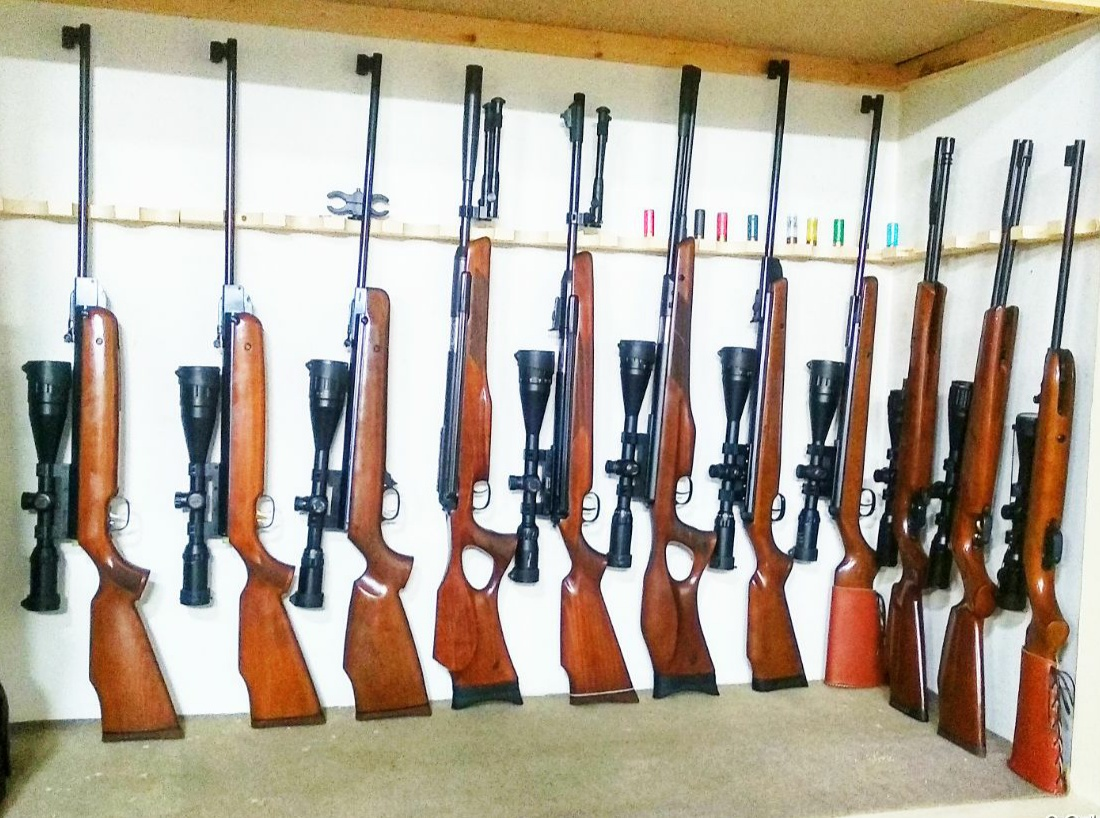
مجموعه‌ای از تفنگهای بادی فنر پیستون

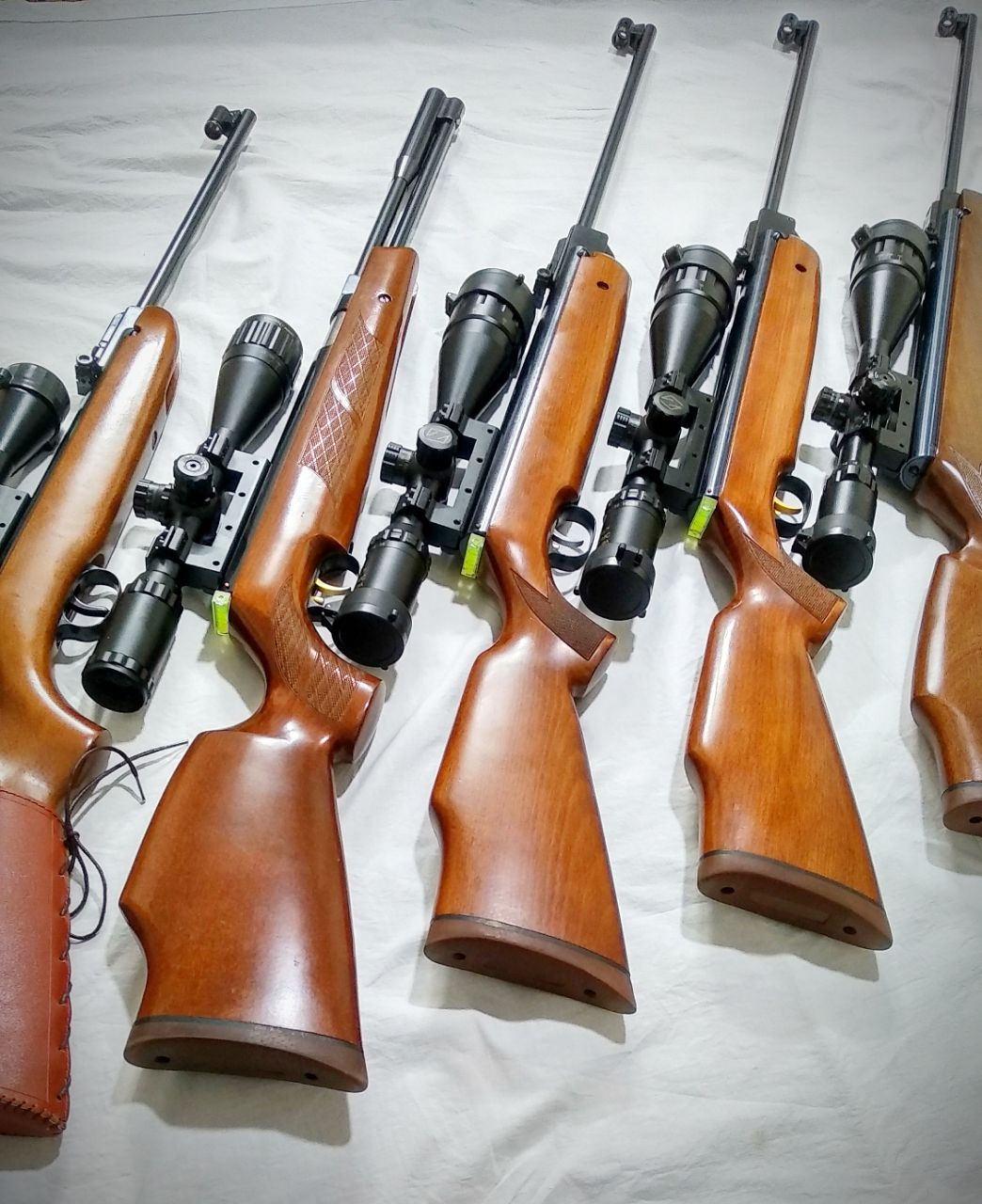
چند نمونه از تفنگهای بادی فنر پیستون و گاز پیستون

تفنگ بادی نوعی تفنگ است که برای شلیک گلوله از فشار هوای ایجاد شده توسط یک پیستون که با چکاندن ماشه توسط فنری قوی به جلو رانده می‌شود یا فشار هوای محبوس در کپسول هوا استفاده می‌کند.
قدیمی‌ترین تفنگ بادی موجود مربوط به سال ۱۵۸۰ میلادی است که در موزه‌ای در استکهلم نگهداری می‌شود.
امروزه تفنگ‌های بادی در سطح وسیعی، از مسابقات تیراندازی گرفته تا شکار جانوران بزرگ، مورد استفاده قرار می‌گیرند. این اسلحه هم در نوع تفنگ و هم در نوع سلاح کمری در دسترس است و نیز تفنگ بی‌بی با امکان شلیک گلوله‌های گِرد پلاستیکی در این رده قرار دارد.
قابل ذکر است عکس زیر کلت کمری نمی‌باشد. بلکه عکس زیر یه تپانچه بادی ورزشی می‌باشد که تنها در مسابقات ورزش تیراندازی کاربرد دارد

## انواع تفنگ بادی
تفنگ بادی فنری (مکانیزم فنر و پیستون)
این‌گونه از سلاح‌های بادی نمونه اولیه این سلاح محسوب شده و از فنر قوی با قابلیت ارتجاعی بالا، یک پیستون و گیره ماشه بهره می‌برد. با کشیدن اهرم یا پایین بردن لوله سلاح، فنر جمع شده و پیستون به ماشه قفل می‌شود. سپس با چکاندن ماشه پیستون به سرعت به سمت جلو حرکت کرده و ایجاد فشاری در حدود ۳۰ تا ۵۰ بار می‌کند، که موجب فشار هوا بر گلوله و حرکت آن در طول لوله می‌شود.
این نوع تفنگ بادی در دو کالیبر ۴٫۵ و ۵٫۵ میلی‌متر عرضه می‌شوند که کالیبر ۴٫۵ دقت تیر و برد بیشتری نسبت به ۵٫۵ داشته و بیشتر برای تمرینات و مسابقات تیراندازی استفاده می‌شود.

## تفنگ بادی نیترو پیستون (مکانیزم هوای حبس شده و پیستون)
در این نوع از سلاح عملکرد مشابه مدل فنری است با این تفاوت که در این مدل فنر حذف شده و به جای آن از هوای محبوس در سیلندر پشت پیستون استفاده می‌شود. با مسلح کردن سلاح پیستون عقب آمده و هوای حبس شده پشت خود را شدیداً فشرده کرده و سپس به ماشه قفل می‌شود. با چکاندن ماشه هوای فشرده شده پیستون را به شدت پیش می‌راند و فشاری تا ۱۰۰ بار ایجاد می‌کند.

## تفنگ بادی پی‌سی‌پی (مکانیزم هوای فشرده)
در این مدل از تفنگ بادی فنر و پیستون حذف شده، جای آن از سیلندر تعبیه شده زیر لوله که تا ۲۲۰الی ۳۰۰ بار توسط کمپرسور هوا پر شده‌است استفاده می‌شود. این مدل به دلیل نبود آلات متحرک بسیار کم لگد و بدون تکان است. مکانیزم آن بدین صورت است که پس از پر شدن سیلندر هوا یا گاز، هوای بسیار فشرده و پرقدرت توسط رگلاتور یا لوله‌ای به ماشه که به یک کلید آزادکننده هوا وصل شده می‌رسد و پشت آن محبوس می‌شود. در این حالت هر بار که تیرانداز اقدام به چکاندن ماشه کند، مقدار هوای لازم جهت شلیک گلوله از مخزن آزاد شده و به جان لوله هجوم می‌برد و باعث رانش و شلیک گلوله می‌شود. تفنگهای پی سی پی به دلیل امکان تعبیه قدرت بالا در کالیبرهای بالا تا کالیبر ۴۵/. ساخته می‌شود که امکان شکار جانداران بزرگ مانند بوفالو را دارد. به این نوع از پی سی پی‌ها بیگ بور می‌گویند.
کلت بادی کپسول دار
در این مدل نیروی پرتاب ساچمه از یک کپسول پرشده از گاز CO2 تأمین می‌شود و بیشتر بشکل سلاح کمری ارائه می‌شود که از خشاب نیز بهره برده و تقریباً مشابه سلاح‌های کمری خودکار مسلح شدن به صورت اتوماتیک انجام می‌شود کپسول یکبار مصرف بوده و بیشتر برای تمرینات تیراندازی مورد استفاده قرار می‌گیرد.

## انواع مکانیزم مسلح شدن تفنگ بادی
تفنگ بادی با توجه مدل‌ها مکانیزم مسلح شدن مختلفی نیز دارند. شامل:

## کمرشکن
این مکانیزم با پایین دادن لوله سلاح و انتقال فشار به پیستون و عقب رفتن پیستون در نتیجه جمع شدن فنر تا مرز قفل شدن گیره انتهای پیستون به گیره با فنر پرتاپ می‌کند ماشه اتفاق می‌افتد. سپس با چکاندن ماشه پیستون آزاد شده و شلیک رخ می‌دهد.
ساده‌ترین و پرفروش‌ترین اسلحه‌های بادی اسلحه‌های کمرشکن است.

## اهرمی

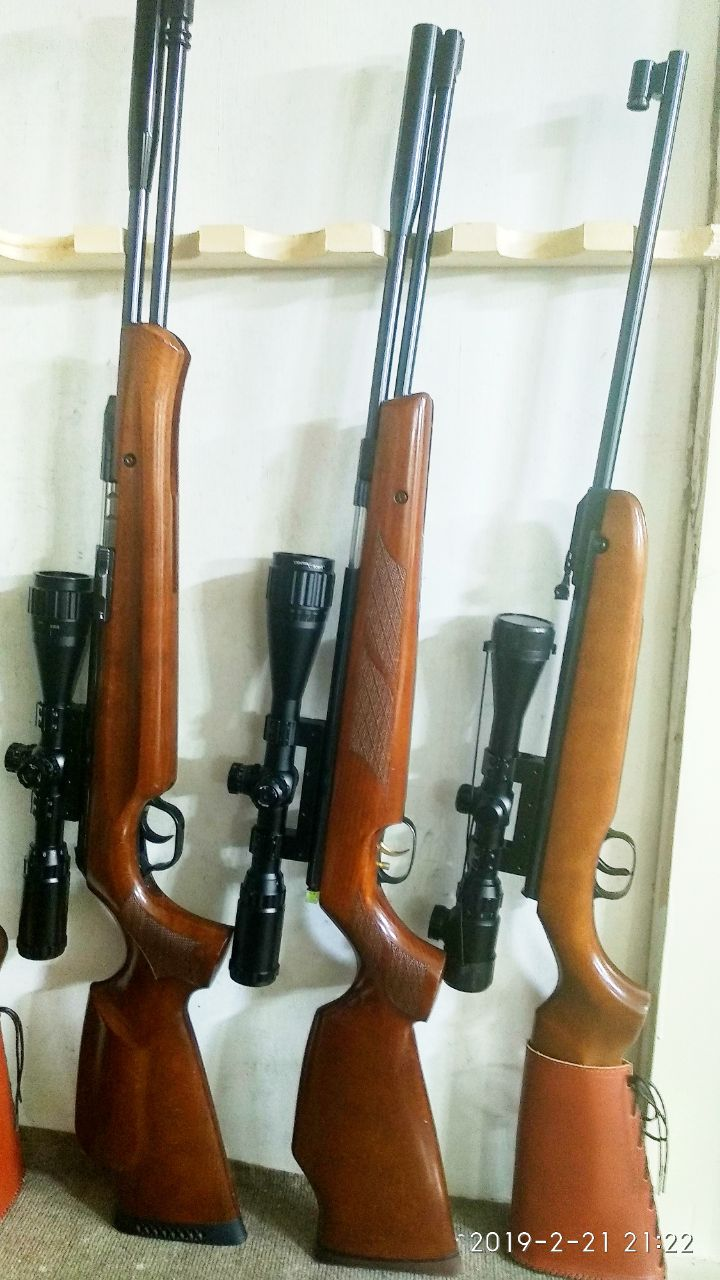
دو قبضه تفنگ بادی اهرم از زیر (زیر تاشو) و یک قبضه کمرشکن

مکانیزم اهرمی تقریباً مانند مکانیزم کمر شکن است با این تفاوت که در این مدل لوله ثابت بوده و اهرم زیر لوله یا در بغل اسلحه کار مسلح کردن را انجام می‌دهد.

## گلنگدن اتوماتیک و نیم اتوماتیک
در این نوع از سلاح‌ها سیستم گلنگدن دقیقاً مانند سلاح جنگی عمل می‌کند و با فشار مستقیم یا غیر مستقیم گاز CO۲ یا هوای فشرده موجب مسلح شدن مجدد سلاح می‌گردد. این مکانیزم در ایر سافتها یا نمونه مشابه سلاح جنگی جهت استفاده در فیلم‌ها یا بازی‌ها و تمرینهای نظامی کاربرد دارد. در فوق تصویر یک سلاح کمری نیم اتوماتیک شبیه‌سازی شده را می‌بینید. شرکت والتر یکی از اصلی‌ترین سازندگان سلاح‌های شبیه به نوع جنگی جهت مصارف مختلف است.

## گلنگدن دستی غیر اتوماتیک
این مکانیزم نیز مانند مکانیزم گلنگدن در سلاح‌های شکاری مانند برنو عمل می‌کند و با هربار عقب کشیدن و جلو دادن گلنگدن یک تیر به جان لوله می‌آید؛ و سپس با چکاندن ماشه و آزاد شدن هوای فشرده یا گاز CO۲ ساچمه شلیک می‌شود. در بیشتر سلاح‌های دارای این مکانیزم از خشاب مدور ۶ تا ۱۲ فشنگی مانند خشاب رولور استفاده می‌شود. این مکانیزم بیشتر در سلاح‌های پی سی پی شکاری برای القای هرچه بیشتر حس شکار با تفنگ شکاری گرم باروتی استفاده می‌شود.

## مشهورترین کارخانه‌های سازنده
دسته‌بندی بر اساس قدرت و مشهور بودن
- کرال ترکیه
- هانتر ترکیه
- والتر
- وایرخ
- نوریکا اسپانیا
- گامو اسپانیا
- دیانا
- هاتسان ترکیه
- دی استیت انگلیس
- دیزی آمریکا
- بنجامین آمریکا
- ایر آرمز
- گامو(gamo)